# Suvremena kršćanska glazba
Suvremena kršćanska glazba je glazbeni žanr, u kojem se tekstovi pjesama usredotočuju na kršćansku vjeru. 

## Pregled
Najčešće se odnosi na pop, rock, gospel i glazbu slavljenja, a puno manje na punk, hip-hop i heavy metal. Pojavila se na glazbenoj sceni krajem '60-tih godina 20. stoljeća i početkom '70.-ih. Među prvim albumima bio je "Upon This Rock" iz 1969. američkog glazbenika Larry Normana. Među začetnicima su i izvođači: "2nd Chapter of Acts", "Andraé Crouch and the Disciples", "Love Song", "Petra" i "Barry McGuire". Bilo je i negativnih kritika poput te, da rock glazba nije prikladna za kršćanske tekstove. U '90.-im godinama 20. stoljeća, suvremena kršćanska glazba postala dostupnija i popularnija. 
Neki glazbenici poput Amy Grant, Michael W. Smitha i grupe "Jars of Clay" imali su pjesme na vrhovima top-lista radijskih postaja.
Danas su najpoznatiji predstavnici suvremene kršćanske glazbe: "Avalon", "BarlowGirl", "Jeremy Camp", "Casting Crowns", Steven Curtis Chapman, Natalie Grant, "MercyMe", "Hillsong", "tobyMac" i dr.
Od 1999. se godine u Hrvatskoj dodjeljuje glazbena nagrada Porin za popularnu duhovnu glazbu.

## Poveznice
- Marijana Zovko
- Kršćanska glazba
- Cro sacro

## Vanjske poveznice
- Duhovna scena